# Castillo de Edo

Plano general de 1849.

El castillo de Edo (江戸城 Edo-jō ?), también conocido como castillo de Chiyoda (千代田城  Chiyoda-jō ?) es un castillo japonés construido en 1457 por Ōta Dōkan en lo que hoy es Tokio, conocido en ese entonces como Edo. Tokugawa Ieyasu se mudó de Mikawa a un Kanto recién arrebatado a los Hōjō, quienes originalmente se lo arrebataron a los Uesugi durante el Asedio de Edo, (aceptando la oferta que le había hecho Toyotomi Hideyoshi) en 1590, durante el periodo Azuchi-Momoyama, estableciendo su base en Edo. En 1603, al convertirse en shogun, Edo se convertiría en la capital administrativa de Japón, iniciándose así el Periodo Edo de la historia de Japón. Durante la Restauración Meiji, tras ser depuesto el último shogun Tokugawa Yoshinobu, el castillo se convirtió en la residencia imperial.
El castillo, un enorme complejo militar, estaba regido por dos magistrados, cada uno de los cuales respondía de una mitad. En ausencia del shogún la disciplina marcial era impuesta por los defensores, llamados rusui.

## Arquitectura
El castillo, centro administrativo de la ciudad, era una gran fortaleza cuyo espacio central ocupaba cerca de 73 hectáreas, suficiente para albergar a 260 daimio y en torno a 50.000 soldados. Su torre, destruida por un incendio en 1657, era la más alta de Kanto con 58,4 metros y 5 plantas de altura. Poseía un foso excavado en espiral que bebía de las aguas del río Sumida. Los fosos interiores rodeaban las mansiones de los principales oficiales del ejército fieles al shogún, mientras que el resto de oficiales ocupaban posiciones periféricas dentro del complejo fortificado, aunque estaban protegidos por los fosos exteriores.

## Historia

### Construcción
Alrededor del final del Período Heian o a comienzos del Período Kamakura Edo Shigetsugu se convirtió en el primer guerrero en establecerse en este lugar y construyó su residencia en lo que hoy es el Honmaru y el Ninomaru del castillo de Edo. El clan Edo pereció durante el siglo XV como resultado de los levantamientos armados en la región de Kantō. Un sirviente del clan Usagi construyó el castillo Edo en 1457.
El castillo fue controlado por el clan Hōjō posteriormente.
Durante el asedio de Odawara (1590) el castillo quedó vacío. Cuando Hideyoshi Toyotomi le ofreció a Tokugawa Ieyasu 6 provincias del este, Ieyasu aceptó hacer de Edo su base de operaciones. Posteriormente Ieyasu venció a Ishida Mitsunari en la Batalla de Sekigahara en el año 1600 por lo que se convirtió en el político más influyente de Japón. En el año 1615 asedió el castillo de Osaka dónde Toyotomi Hideyori, hijo de Hideyoshi murió.

### Periodo Edo
Tokugawa Ieyasu recibió el título de Shōgun en 1603 y el castillo de Edo se convirtió en su centro administrativo. El terreno del castillo creció hasta los 16 km² cuando una serie de adiciones fueron terminadas hasta 1636 cuando el shogun era Tokugawa Iemitsu, nieto de Ieyasu.
Originalmente el castillo de Edo tenía el estilo de construcción típico de un castillo japonés pero este fue destruido en un incendio en 1657.
El 21 de abril de 1701, Asano Naganori intentó matar a Kira Yoshinaka con su wakizashi en los pasillos del castillo por insultarlo terriblemente, lo que desembocó en los eventos de los 47 rōnin.
En octubre de 1868 es castillo Edo fue renombrado como Castillo de Tokio (東京城  Tokyo-jō ?) y después como Castillo Imperial (皇城  Kōjō ?) en 1869
Como resultado del descuido de una de las sirvientas, el viejo castillo de Edo se incendió el 5 de mayo de 1873. El área alrededor del viejo Donjon que se había quemado en 1657 se convirtió en el nuevo sitio del nuevo Palacio Imperial (宮城 Kyūjō ?) construido en 1888.
Después de la Segunda Guerra Mundial y de la destrucción del palacio de la Era Meiji se ordenó la construcción de un nuevo castillo en la parte oeste del lugar. El área completa fue renombrada como  Jardín del Este (東御苑 Higashi-Gyoen ?) y es un parque desde 1968.
Muchos topónimos en Tokio son derivados de nombres utilizados en el castillo. Como ejemplos, están Otemachi ("poblado frente a la gran puerta"), Takebashi ("puente de bambú"), Toranomon ("la puerta del tigre"), Uchibori Dōri ("calle interna del foso"), Sotobori Dōri ("calle externa del foso"), y Marunouchi ("dentro del cercado").  El castillo fue renombrado Tokyo-jō (東京城, "Castillo de Tokio") en octubre de 1868, al año siguiente, Kōjō (皇城, "Castillo Imperial "), luego, en 1888, adoptó el nombre Kyūjō (宮城, "Castillo del Palacio"), y, finalmente en 1948, se renombró como Kōkyo (皇居, "Palacio Imperial", o literalmente "Residencia Imperial").

## Galería

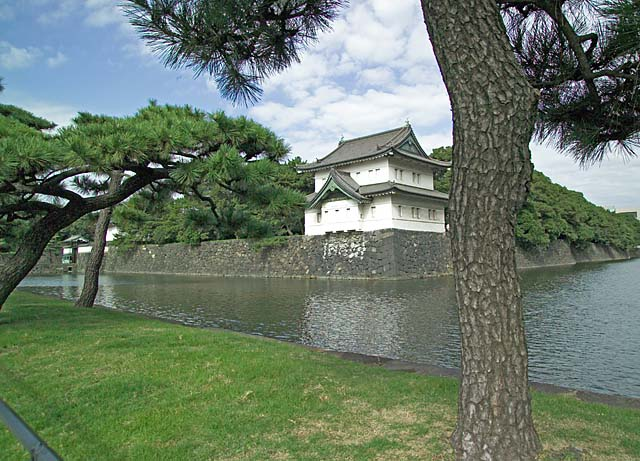
Foso y muralla
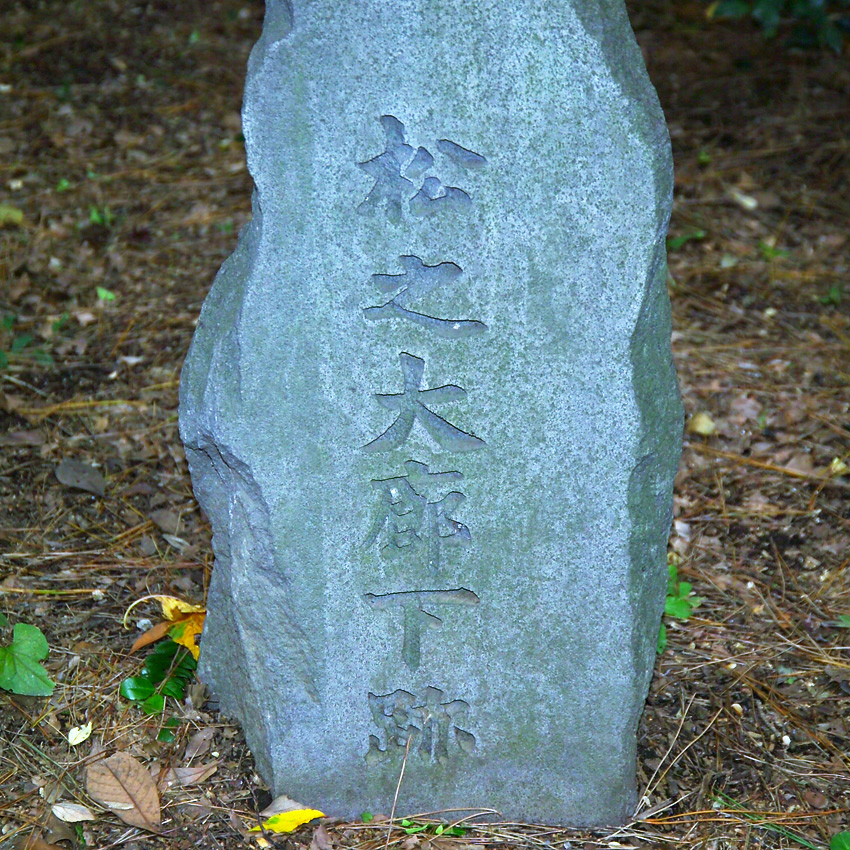
Mojonera en Matsu no Ōrōka, el Corredor de los Pinos, donde comenzaron los eventos de los 47 Ronin
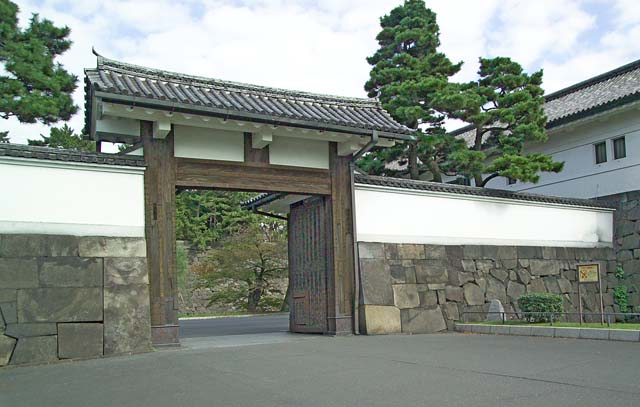
Puerta Sakurada, donde Ii Naosuke fue asesinado en 1860